# Acantilados blancos en Rügen
Acantilados blancos en Rügen (en alemán, Kreidefelsen auf Rügen) es un conocido cuadro del pintor romántico alemán Caspar David Friedrich. Data del año 1818. Se trata de un óleo sobre tela que mide 90,5 centímetros de alto por 71 centímetros de ancho. Se conserva en la Fundación Oskar Reinhart de Winterthur (Suiza). Es una de las obras más importantes del romanticismo pictórico y que lo personifica de manera duradera.

## Análisis

### Género
Esta obra de arte está creada teniendo en cuenta las convenciones tanto románticas como del paisaje. En este sentido, no se diferencia de otras obras de Friedrich; parecía sentirse bastante atraído con la idea de ver y experimentar la naturaleza con colores aislados y maravillosos: al borde del mar o de lagos, en la cima de las montañas, o en lo alto de una cascada.

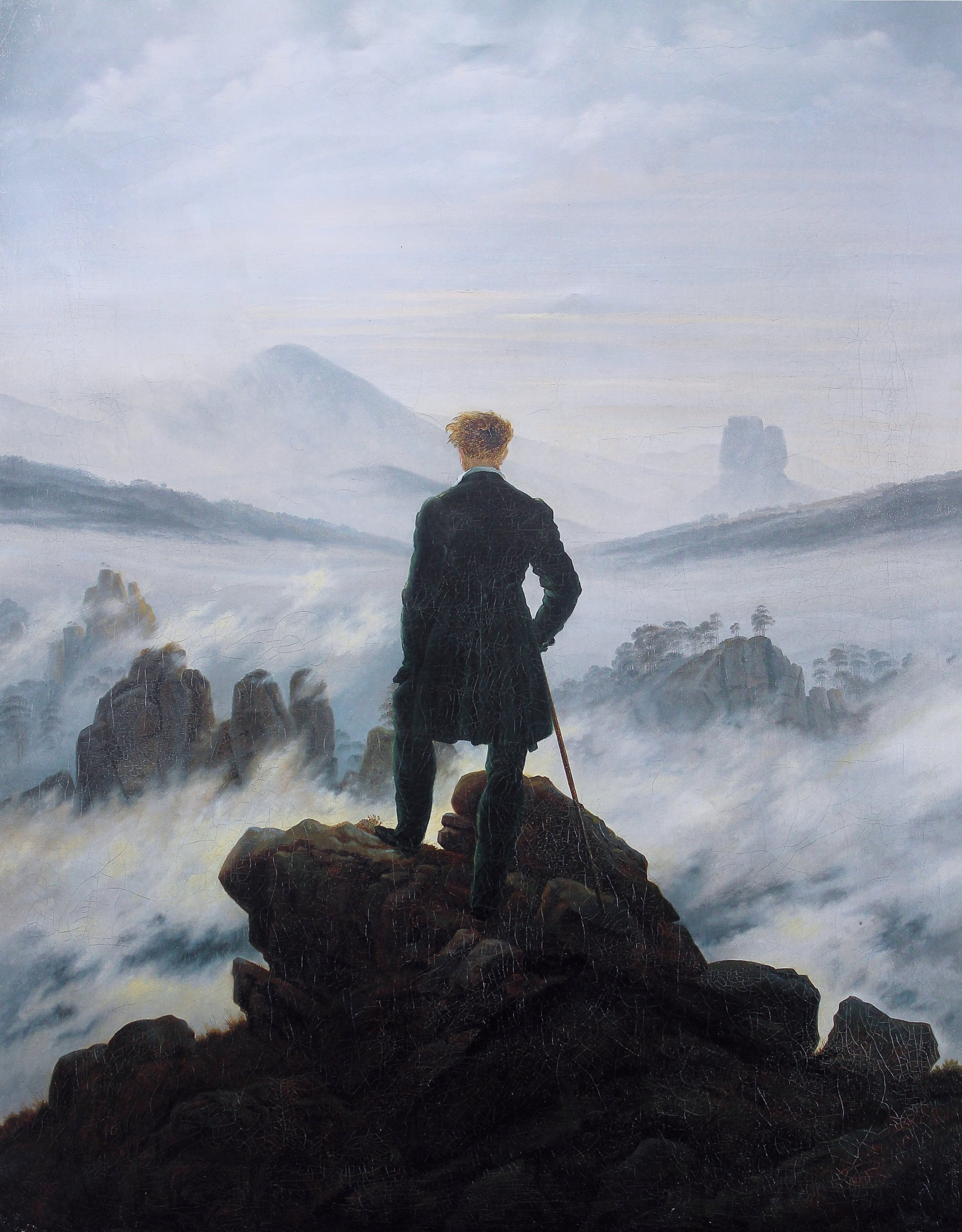
El caminante sobre el mar de nubes, 1818.

El interés de Friedrich por la naturaleza queda claramente en evidencia en otras de sus obras, como El caminante sobre el mar de nubes pintado, como los Acantilados blancos en Rügen, durante el año de su viaje de bodas a Rügen y Winterthur. Los cuadros de esta época evocan la contemplación y la interrogación.
Para Friedrich, el paisaje no era un género menor, ni se limitaba a copiar lo que veía, sino que lo elaboraba. Así, en este cuadro recompone los acantilados blancos para que respondan a sus ideas pictóricas. Por un lado, le servía para transmitir su idea política de lo alemán, buscando en el pasado modelos para construir una Alemania mejor; por otro, hondamente religioso, consideraba que Dios se manifestaba a través de la naturaleza y mostraba su presencia en los paisajes.

### Descripción
Carl Gustav Carus, médico, teórico del arte y amigo de Friedrich, visitó la costa del mar Báltico en 1818 y anotó sus impresiones, entre otras, sobre el panorama que se ve desde lo alto de los acantilados:

Al caer la tarde, empezamos a seguir el sendero junto al río cubierto de follaje, escuchando ya desde lejos el bramido del mar que se mezclaba con el viento enredándose entre las hojas. De repente se abrió un claro en el bosque y nos encontramos en lo alto de los abruptos acantilados blancos del Königsstuhl. Las jóvenes hayas rojas despliegan sus largas ramas colgando sobre el rompiente del mar y el azulado espejo gris del Báltico se extiende hasta las delgadas líneas del horizonte.

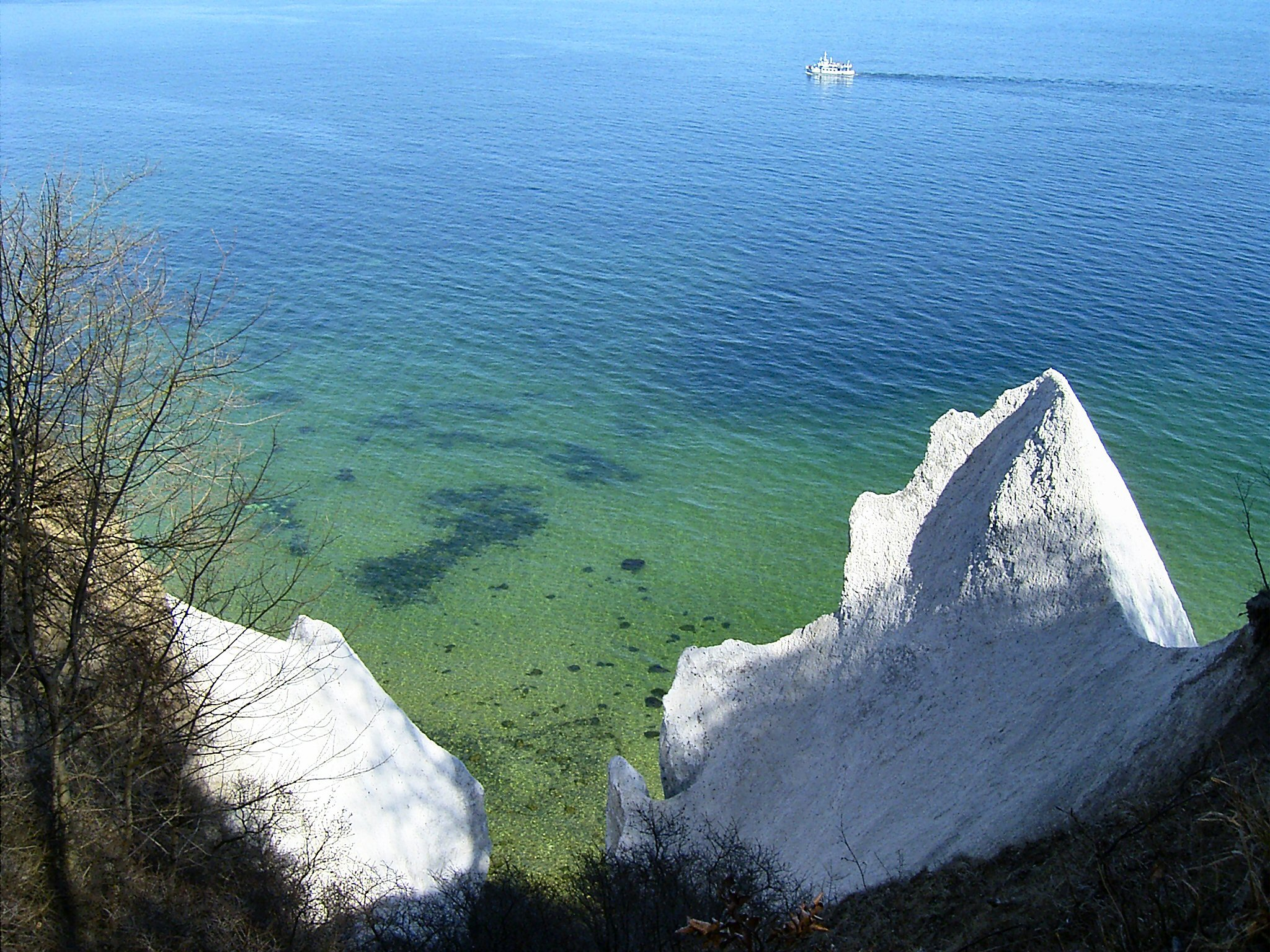
Wissower Klinken

Ese es el panorama que se considera reflejado en este cuadro. En el primer término de la pintura aparece un prado, donde hay tres personajes. A la derecha, hay un hombre en pie, que tiene una actitud calmada y mira hacia el mar. También lo hace la mujer que se encuentra sentada a la izquierda, la cual tiene una cabeza inusualmente pequeña. En medio, otro hombre, arrodillado en el suelo, mira por encima del borde de un vasto y alto acantilado que lleva al océano infinito.
Dos árboles claramente reconocibles forman un marco para la escena. El árbol de la derecha es más grande que el de la izquierda. Mediante una abrupta transición, se pasa a las rocas cretácicas del acantilado. Se ven las afiladas puntas de creta blanca.
Y en el fondo, el amplio mar abierto que se extiende pacíficamente hasta el horizonte.
Tradicionalmente se ha considerado que representa a los Wissower Klinken, una formación de creta en la isla de Rügen, de la que recibe su nombre el cuadro. Esta existía ya en tiempos de Friedrich, aunque su aspecto actual sólo es el resultado de la erosión posterior. Sobre la localización y el punto de vista del pintor, las opiniones difieren. Es posible que Friedrich mezclara vistas de colegas con dibujos propios.

### Identidad de los personajes
Cuando se casó, Friedrich vivía en Dresde y viajó con su esposa a su ciudad natal, Greifswald, enseñándole asimismo la isla de Rügen.
J. C. Jensen ha visto en esta obra un cuadro de bodas. Sugiere que los árboles y la hierba forman un corazón, que enmarca la escena. La mujer vestida de rojo sería entonces la joven esposa de Friedrich, Caroline. Friedrich se estaría autorretratando, al mismo tiempo, como el hombre joven y el hombre viejo. El pintor era bastante mayor cuando se casó (45 años).
Otra interpretación alude a que Friedrich se identificaría sólo con el viajero de la derecha, que mira al horizonte, y no con la pareja burguesa que observa un detalle del precipicio o busca un objeto perdido, comportándose con cierto ridículo.
Se ha propuesto igualmente que, siendo Friedrich uno de los hombres, el otro podría ser su hermano Christian, que acompañó con su mujer a los recién casados; o bien el doctor Carus, el amigo de Friedrich. No obstante, dado que Friedrich, como en la mayor parte de sus obras, pinta a los personajes de espaldas, sin que se les vea el rostro, ha de concluirse que no pretendía representar personajes concretos, sino que los personajes servirían como elemento con el que el espectador podría identificarse y que le invitan a mirar el mismo paisaje que ellos contemplan.

## Simbolismo
Como los demás cuadros de Caspar David Friedrich, no es un mero paisaje, sino que tiene un contenido simbólico que alude tanto a las ideas políticas de Friedrich sobre Alemania como a consideraciones religiosas.
Los tres personajes representados están vistos de espaldas, y miran a un paisaje romántico. Las figuras vueltas de espaldas en las que a menudo se puede reconocer a Friedrich, adoptan una posición central en sus pinturas al óleo a partir de 1807. Así se ve en la ya mencionada Caminante sobre un mar de nubes. La figura de espaldas, que está en pie como un monumento sobre un lugar elevado, atrae al espectador al interior de la pintura.
El cuadro aparece en una primera impresión como romántica, pacífica y muy serena. Los cuadros de Friedrich siempre insisten en la calma y la lejanía, transmitiendo la sensación de paz y sosiego general. El cuadro y la acción se representan a través de colores agradables, mientras que la naturaleza se representa de manera bella.
En esta obra, Friedrich expone su visión del mundo y demuestra con qué curiosidad buscó paisajes hasta entonces inéditos en la historia de la pintura. El primer término sería el mundo corpóreo, mientras que el inmenso mar sería el mundo del pensamiento y del espíritu, símbolo del infinito. Los barcos ejemplificarían que esa es la esfera en la que se superan las limitaciones de la existencia terrena.
Al mismo tiempo, expresaba las ideas políticas del autor sobre lo alemán, como puede verse en la vestimenta de los personajes. La mujer lleva un vestido rojo, cerrado por el cuello, con manga larga y sujeto debajo del pecho para caer después hasta los pies. Es un traje que recuerda al estilo Imperio, popular en la Francia revolucionaria al estar ceñido por debajo del pecho y suelto hasta los pies. Sin embargo, a diferencia de la moda francesa, no tiene amplio escote ni tejidos transparentes, pues se consideraría impropio por una burguesa alemana. Como en otros cuadros de Friedrich, recuerda a la moda gótica, ya que se pensaba que el Gótico era un estilo germánico y de esta manera se alude al pasado alemán.
Por lo que se refiere al traje masculino alemán, hay que recordar la descripción que dio Ernst Moritz Arndt en 1814:

Los hombres debían llevar una levita abrochada hasta arriba y un ancho cuello por encima, los cabellos podían llevarse largos, pero se tenían que llevar cubiertos con un bonete.

Este antiguo traje alemán comenzó a aparecer en los cuadros de Friedrich a partir de 1815. Tenía por entonces un sentido político nacionalista, tras las guerras napoleónicas. Es esa la razón por la que los ministros de los príncipes alemanes, reunidos en Karlsbad en 1819, prohibieron su uso.